# Мерлин, Пётр Матвеевич
Пётр Матве́евич Ме́рлин (родился в 1874 году, с. Гавриловское, Тамбовская губерния, Российская империя — казнён 26 июня 1919 года, Бийск, Российская империя) — руководитель подпольной пробольшевистской группы в Бийске в 1919 году.

## Биография
Родился в крестьянской семье в с. Гавриловском Тамбовской губернии. В детстве — батрак, с 18 лет — чернорабочий в Ростове-на-Дону. В 1896-1917 — матрос, кочегар, машинист на плавучем доке в Либаве, Ревеле, Петрограде. В 1905 г. — председатель союза моряков Ревельского порта. В начале 1918 г. с семьей (жена и 9 детей) переехал в Бийск, работал на пароходе, делал колеса для крестьянских телег.

### Участие в красном подполье
В начале 1919 года П. Мерлин создал группу с целью подготовки и проведения вооружённого восстания против Омского правительства Колчака. Группа объединяла около 25 человек, действовала параллельно с подпольным комитетом РКП(б), не зная о его существовании.
Восстание было назначено на 1 мая 1919 года, затем перенесено на 20, однако 18 мая группа была раскрыта секретным агентом. Мерлин и почти все члены группы были арестованы. 26 июня Мерлин и наиболее активные подпольщики — М. К. и Н. М. Казанцевы, М. М. Митрофанов, В. С. Шадрин — были расстреляны.

## Память
На братской могиле установлен памятник. Улица Мерлина является одной из магистральных улиц Бийска, пересекается на одном уровне с улицей Митрофанова и проходит по путепроводу над улицей Казанцевых.